# Xã Fletcher, Quận Mississippi, Arkansas
Xã Fletcher (tiếng Anh: Fletcher Township) là một xã thuộc quận Mississippi, tiểu bang Arkansas, Hoa Kỳ. Năm 2010, dân số của xã này là 1.647 người.